# Гоенбрунн
Гоенбрунн (нім. Hohenbrunn) — громада в Німеччині, розташована в землі Баварія. Підпорядковується адміністративному округу Верхня Баварія. Входить до складу району Мюнхен.
Площа — 16,82 км2. Населення становить 8815 ос. (станом на 31 грудня 2020).